# Cirque (album)
Cirque is een album van ambientmuzikant Biosphere dat het licht zag in 2000. Het is een album vol met organische geluiden, waarin stukken van conversaties zijn aan toegevoegd en op sommige tracks zelfs drums waardoor het geheel fraai klinkt. Men zou het bijna kunnen beschouwen als een voortzetting van de albums in samenwerking met Higher Intelligence Agency.

## Tracklist
1. "Nook And Cranny" – 4:02
2. "Le Grand Dome" – 5:36
3. "Grandiflora" – 0:48
4. "Black Lamb And Grey Falcon" – 5:08
5. "Miniature Rock Dwellers" – 1:04
6. "When I Leave" – 5:54
7. "Iberia Eterea" – 6:38
8. "Moistened And Dried" – 2:25
9. "Algae And Fungi Pt. I" – 5:43
10. "Algae And Fungi Pt. II" – 5:17
11. "Too Fragile To Walk On" – 4:51